# Domingo sangriento (1887)

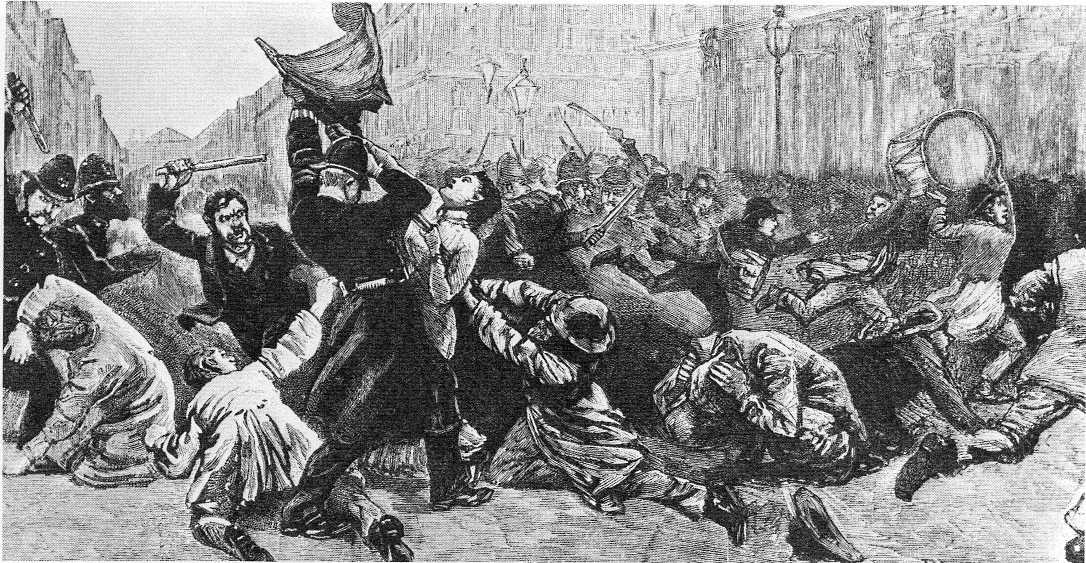
Dibujo publicado por el periódico The Illustrated London News sobre el Domingo Sangriento de 1887.

Domingo sangriento es el nombre por el que se conoce a los hechos ocurridos el domingo 13 de noviembre de 1887 en la ciudad de Londres, a raíz de una manifestación en contra de la coacción en Irlanda y para exigir la puesta en libertad de William O'Brien. La manifestación fue organizada por la Radical Federation (Federación Radical).
Alrededor de 10 000 manifestantes, en su mayoría socialistas y desempleados, se acercaron a Trafalgar Square desde diferentes direcciones guiados, entre otros, por John Burns, Annie Besant y Robert Cunninghame-Graham, que eran líderes de la SDF (Social Democratic Federation).
Dos mil policías y 400 soldados armados fueron desplegados para detener la manifestación, comandados por el jefe de la policía metropolitana, Sir Charles Warren quien ordenó atacar a los manifestantes, muchos de los cuales fueron golpeados duramente, con un resultado de dos muertos y cientos de heridos. Burn y Cunninghame-Graham fueron arrestados y encarcelados durante seis semanas.
La brutalidad policial concedió una excelente publicidad a la SDF pero no consiguió mucho más ya que, tras las mejoras en las condiciones económicas, el problema irlandés fue reducido entre finales del mismo año y principios de 1888. La agitación se desvaneció entonces.